# 財界にいがた
財界にいがた（ざいかいにいがた）は1989年創刊の財界にいがたが発行する雑誌。月刊で新潟県内の地域経済と政治を中心としたビジネス地方誌。
財界 (雑誌)・「財界ふくしま」・「財界さっぽろ」とは資本関係にない。

## 沿革
- 1989年（平成元年）2月- 設立。
  - 7月11日、第3種郵便物許可。
- 2012年（平成24年）- メールマガジン「財界にいがた　リアルニュース天国」（毎週金発行）の配信を開始。

## 概要
- 新潟（政財界）の不正を暴く月刊誌（経営者のホンネ、内部告発、マル秘情報など）
  - ワイド
  - 特集
  - 財界パトロール
  - 財界フラッシュ
  - 街の専門医 出張診療室
  - 今月の健康コラム
  - 財界サロン
  - JRA新潟競馬
  - ショート・ミニコース
  - ニューウェーブ
  - プレイタウン
  - 夢・アルビレックス
  - 編集だより

## 主な販売店
- 書店（ツタヤ・紀伊國屋書店・ジュンク堂書店・戸田書店・くまざわ・ファミリーブック・書店各店）
- キヨスク
- コンビニエンスストア（ローソン・セブンイレブン・ファミリーマート・デイリーヤマザキ）
- スーパー（アクシアル リテイリング・ウオロク・清水フードセンター・ベイシア・イトーヨーカ堂・イオン・スーパー各店）